# ديابورثيات
ديابورثيات (الاسم العلمي: Diaporthales)، رتبة فطور من طائفة السوردارانية، تضم عددًا من الفطريات المسببة للأمراض النباتية.